# Saint-Christophe-en-Brionnais
Saint-Christophe-en-Brionnais este o comună în departamentul Saône-et-Loire, Franța. În 2009 avea o populație de 481 de locuitori.

## Evoluția populației
| An        | 1975 | 1982 | 1990 | 1999 | 2006 | 2009 |
| --------- | ---- | ---- | ---- | ---- | ---- | ---- |
| Populație | 625  | 593  | 547  | 513  | 489  | 481  |